# David Derepas
Pour les articles homonymes, voir Derepas.
David Derepas, né le 9 mars 1978 à Dijon, est un coureur cycliste français. Depuis le début de sa carrière, il a touché à plusieurs disciplines du cyclisme, à savoir la piste, le cyclo-cross et la route.

## Palmarès sur route

### Par année
- 1996
  - 2e de la Classique des Alpes juniors
- 1997
  - 2e du Grand Prix de Chardonnay
- 1998
  - 3e du Loire-Atlantique Espoirs
- 1999
  -  Médaillé de bronze au championnat du monde militaires du contre-la-montre
  - 10e du championnat du monde du contre-la-montre espoirs

### Résultats sur le Tour d'Italie
2 participations
- 2003 : abandon (19e étape)
- 2004 : 85e

### Classements mondiaux
| Année           | 2007   |
| --------------- | ------ |
| UCI Europe Tour | 1 272e |

## Palmarès en cyclo-cross
| - 1995-1996 - 2e du championnat de France de cyclo-cross juniors - 5e du championnat du monde de cyclo-cross juniors - 1996-1997 - 2e du championnat de France de cyclo-cross espoirs - 1997-1998 - 2e du championnat de France de cyclo-cross espoirs - 1998-1999 - 8e du championnat du monde de cyclo-cross espoirs - 1999-2000 - Champion de France de cyclo-cross espoirs - 4e du championnat du monde de cyclo-cross espoirs | - 2001-2002 - 2e du championnat de France de cyclo-cross - 2013-2014 - Champion du monde de cyclo-cross masters (35-39 ans) - Champion de Bourgogne de cyclo-cross - 2017 - Champion de France de cyclo-cross masters (35-39 ans) |  |

## Palmarès sur piste

### Championnats de France
| - 2005 - 2e du demi-fond - 2006 - Champion de France de demi-fond - 2007 - Champion de France de demi-fond - 2008 - 2e du demi-fond - 2009 - Champion de France de demi-fond | - 2010 - Champion de France de demi-fond - 2011 - 2e du demi-fond - 2012 - 2e du demi-fond - 2013 - 3e du demi-fond |  |